# Thunder Force (filme)
Thunder Force (no Brasil, Esquadrão Trovão) é um filme americano de comédia de super-heróis de 2021 escrito e dirigido por Ben Falcone. Estrelado por Melissa McCarthy, Octavia Spencer, Jason Bateman, Bobby Cannavale, Pom Klementieff, Kevin Dunn, Melissa Leo e Taylor Mosby, o filme foi lançado pela Netflix em 9 de abril de 2021.

## Sinopse
Em um mundo aterrorizado por supervilões, uma mulher desenvolveu o processo para dar superpoderes a pessoas normais. Mas quando a cientista Emily Stanton (Octavia Spencer) acidentalmente empodera sua distante melhor amiga Lydia (Melissa McCarthy) com habilidades incríveis, as duas mulheres devem se tornar a primeira equipe de super-heróis. Agora, cabe ao Esquadrão Trovão lutar contra os malfeitores superpotentes e salvar Chicago das garras do Rei (Bobby Cannavale).

## Elenco
- Melissa McCarthy como Lydia
- Octavia Spencer como Emily Stanton
- Jason Bateman como The Crab
- Bobby Cannavale como The King
- Pom Klementieff como Laser
- Melissa Leo como Allie[2]
- Taylor Mosby como Tracy
- Kevin Dunn como Frank
- Melissa Ponzio como Rachel Gonzales
- Ben Falcone como Kenny
- Tyrel Jackson Williams como Jesse[3]

## Produção
Em 29 de março de 2019, foi relatado que a Netflix deu sinal verde para um filme de comédia de super-heróis intitulado Thunder Force a ser escrito e dirigido por Ben Falcone, com Melissa McCarthy e Octavia Spencer como papéis principais.

### Filmagens
As gravações começaram em 25 de setembro de 2019 em Atlanta, Geórgia e terminaram em 10 de dezembro de 2019.

### Recepção
O filme teve uma recepção negativa pela crítica, com apenas 21% de aprovação no Rotten Tomatoes. O consenso diz: "Tem algumas risadas, mas Thunder Force é em grande parte uma comédia de super-heróis que não é nem empolgante nem engraçada - e um desperdício flagrante dos talentos de seus colegas de elenco"